# Тезенвиц
Тезенвиц (нем. Thesenvitz) — община в Германии, в земле Мекленбург-Передняя Померания.
Входит в состав района Рюген. Подчиняется управлению Берген ауф Рюген. Население составляет 398 человек (2009); в 2003 г. — 422. Занимает площадь 9,65 км².